# 隆化 (北齐)
隆化（576年十二月）是北齊後主高纬的年号，歷時一個月。

## 纪年
| 隆化 | 元年  |
| ---- | ----- |
| 公元 | 576年 |
| 干支 | 丙申  |

武平七年十二月丁巳，大赦，改武平七年為隆化元年。隆化二年春正月乙亥，即皇帝位，時八歲，改元為承光元年

## 參看
- 中国年号列表
- 同期存在的其他政权年号
  - 天保（562年二月－585年十二月）：西梁政權梁明帝萧岿的年号
  - 太建（569年正月－582年十二月）：南朝陈政權陈宣帝陈顼的年号
  - 德昌（576年十二月）：北齊政权安德王高延宗年号
  - 建德（572年三月－578年三月）：北周政权周武帝宇文邕年号
  - 延昌：高昌政权麴乾固年号
  - 鴻濟（572年－584年）：新羅真興王、真智王之年號